# Christian Friis Bach
Christian Friis Bach (ur. 29 kwietnia 1966 we Frederiksbergu) – duński polityk, ekonomista, nauczyciel akademicki i działacz społeczny, członek Det Radikale Venstre, poseł do Folketingetu, w latach 2011–2013 minister ds. pomocy rozwojowej, sekretarz wykonawczy UNECE.

## Życiorys
Kształcił się w szkole dziennikarskiej Danmarks Journalisthøjskole. Ukończył nauki rolnicze na uczelni rolniczej Den Kongelige Veterinær- og Landbohøjskole (1992), doktoryzował się na tej uczelni w zakresie ekonomii międzynarodowej w 1996. Pracował krótko w Banku Światowym, następnie jako nauczyciel akademicki na macierzystej uczelni oraz na Uniwersytecie Kopenhaskim. W latach 2005–2010 zajmował stanowisko dyrektora do spraw międzynarodowych w duńskiej organizacji humanitarnej DanChurchAid. Od 2010 do 2011 był dyrektorem administracyjnym w ViewWorld Aps oraz doradcą komisarz europejskiej Connie Hedegaard. Członek organizacji pozarządowych, kierował organizacją charytatywną Mellemfolkeligt Samvirke, wchodził też w skład władz World Wide Fund for Nature.
Zaangażował się w działalność polityczną w ramach Det Radikale Venstre. Kilkakrotnie bez powodzenia kandydował z ramienia tej partii do parlamentu. W 2005 przez kilka dni wykonywał obowiązki posła w zastępstwie innego deputowanego. Od 2010 do 2011 wchodził w skład rady gminy Egedal. W wyborach w 2011 został wybrany na deputowanego do Folketingetu na pełną kadencję. Od października 2011 do listopada 2013 sprawował urząd ministra ds. pomocy rozwojowej w rządzie Helle Thorning-Schmidt.
W lipcu 2014 sekretarz generalny ONZ powołał go na sekretarza wykonawczego Europejskiej Komisji Gospodarczej (UNECE). Od 2017 do 2019 był sekretarzem generalnym Duńskiej Rady ds. Uchodźców. W wyniku wyborów w 2022 powrócił do duńskiego parlamentu.